# Gorocica (Múgica)
Gorocica (en euskera Gorozika) es una entidad de población española del municipio de Múgica, perteneciente a la provincia de Vizcaya, en la comunidad autónoma del País Vasco. Fue municipio independiente con la forma jurídica de anteiglesia hasta 1965.

## Geografía
Se ubica en las faldas del monte Bizkargi, en la zona noroccidental de Múgica. De la cantera de arenisca que hay en su territorio se extrajo la piedra para la construcción de la Casa de Juntas de Guernica.

## Historia

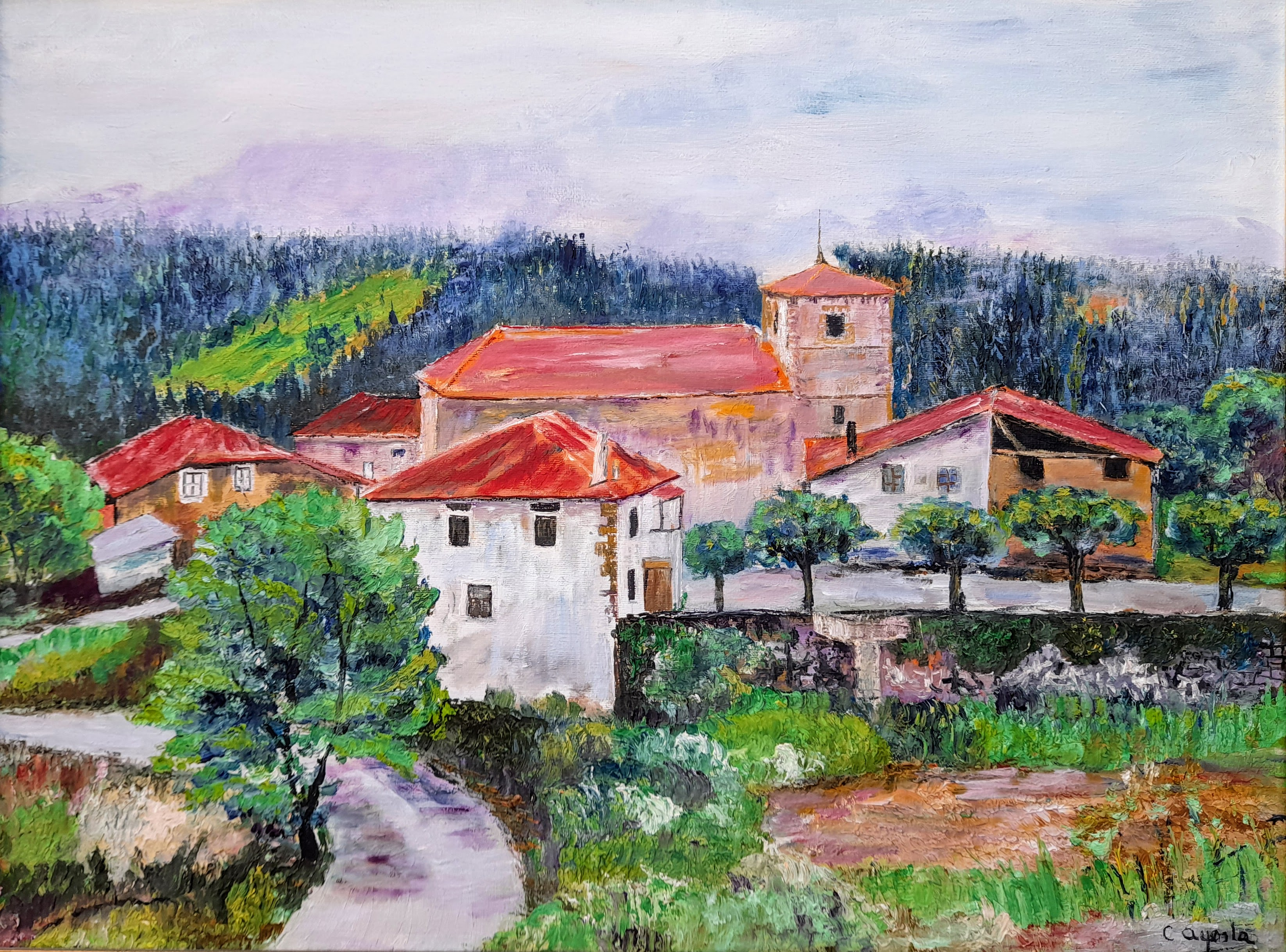
La aldea de Gorocica, vista desde el cementerio. Pintura de C. Ayesta

Hacia mediados del siglo XIX, el lugar, una anteiglesia por entonces con ayuntamiento propio, tenía contabilizada una población de 550 habitantes. Aparece descrito en el octavo volumen del Diccionario geográfico-estadístico-histórico de España y sus posesiones de Ultramar de Pascual Madoz con las siguientes palabras:

GOROCICA: anteigl. con ayunt. en la prov. de Vizcaya (á Bilbao 7 leg.), part. jud. de Guernica (5), c. g. de las Provincias Vascongadas, aud. terr. de Burgos, dióc. de Calahorra: pertenece á la merid. de Zornoza, y tiene el 32º voto y asiento en las juntas generales de Guernica: sit. á la falda meridional del monte Vizcargui con clima saludable: tiene 90 casas esparcidas en los barrios denominados Elejalde, Esturo-Pardinaur y Oca de Zugastieta; igl. parr. bajo la advocacion de Sta. Maria, servida por un beneficiado, cuya presentacion corresponde á la casa de Arteaga, fué fundada en 1524: hay 3 ermitas dedicadas á la Sta. Cruz, Santa Maria de las Nieves y el Salvador. El térm. confina N. Mugica; E. Ibarruri; S. Amorevieta y Echano, y O. Larrabezua. El terreno participa de monte y llano; le baña un arroyo que desciende del monte, y cria arbolado. caminos: locales y en regular estado. prod.: trigo, maiz y varios menuzales; mantiene ganado lanar y vacuno, y hay caza de perdices y liebres. ind.: un molino harinero y una ferreria. pobl.: 110 vec., 550 alm. riqueza imp. y contr. (V. Guernica, part. jud.) El presupuesto municipal asciende á 970 rs. y se cubre por repartimiento vecinal, en razon á tener aplicados sus cortos arbitrios al pago de deudas.
(Madoz, 1847, p. 450)

Formaba parte de la merindad de Zornoza, junto con las anteiglesias de Echano, Amorebieta e Ibárruri y la villa de Larrabezúa.
El municipio de Gorocica desapareció en 1966, cuando el término se integró en el de Múgica.

## Geografía humana

### Organización territorial
Gorocica está conformado por los siguientes barrios:[cita requerida]
- Agirre
- Elexalde
- Esturo
- Oka
- Zugastieta

## Demografía
| Gráfica de evolución demográfica de Gorocica entre 1842 y 1960 |
| |
| Población de derecho según los censos de población del INE Población de hecho según los censos de población del INEEntre el censo de 1970 y el anterior, este municipio desaparece porque se integra en el municipio 48067 (Múgica) |

En 2023, la entidad singular de población de Gorocica tenía empadronados 145 habitantes.
| 2000 | 2001 | 2002 | 2003 | 2004 | 2005 | 2006 | 2007 |
| ---- | ---- | ---- | ---- | ---- | ---- | ---- | ---- |
| 149  | 147  | 145  | 137  | 137  | 135  | 130  | 135  |

## Patrimonio

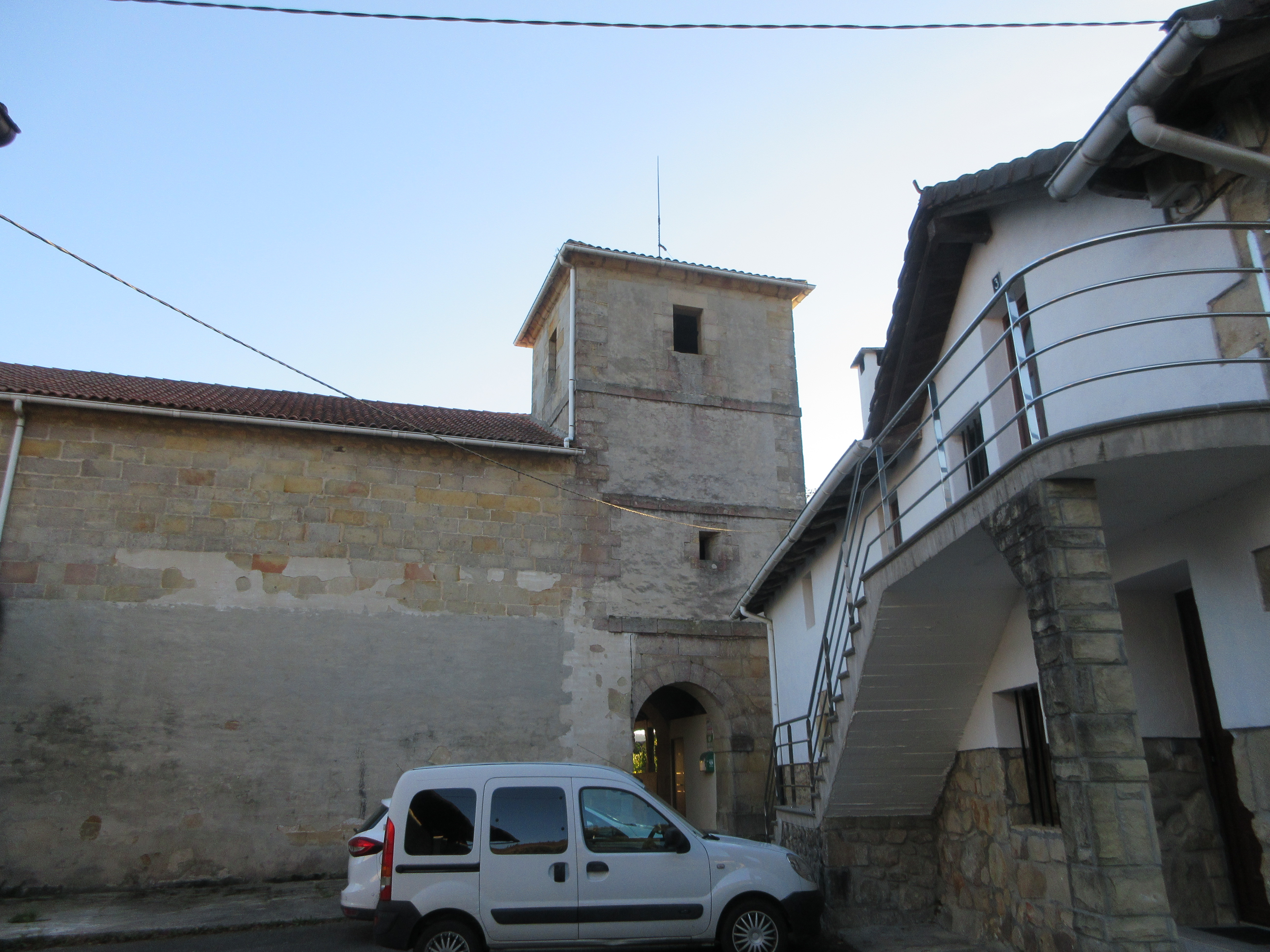
La iglesia de Santa María

La iglesia de Santa María, del siglo XVI, es su edificio más relevante. Las fiestas son el 8 de septiembre en honor a la Virgen María. La antigua escuela rural de principios del siglo XX se ha reconvertido en albergue y centro social para los vecinos.
En el barrio de Zugastieta hay una estación del ferrocarril Amorebieta-Bermeo.